# Episodi de L'attacco dei pomodori impazziti (prima stagione)
La prima stagione della serie televisiva L'attacco dei pomodori impazziti, composta da tredici episodi, è stata trasmessa per la prima volta negli Stati Uniti sul canale Fox Kids dall'8 settembre al 29 dicembre 1990. In Italia è stata trasmessa su Fox Kids dal 2000.
| nº | Titolo originale                       | Titolo italiano | Trasmissione originale | Trasmissione italiana |
| -- | -------------------------------------- | --------------- | ---------------------- | --------------------- |
| 1  | Give a Little Whistle                  |                 | 8 settembre 1990       | 2000                  |
| 2  | Attack of the Killer... Pimentoes?     |                 | 15 settembre 1990      | 2000                  |
| 3  | Tomato from the Black Lagoon           |                 | 22 settembre 1990      | 2000                  |
| 4  | Streets of Ketchup                     |                 | 29 settembre 1990      | 2000                  |
| 5  | Tomato Invasion from Mars              |                 | 13 ottobre 1990        | 2000                  |
| 6  | War of the Wierds                      |                 | 20 ottobre 1990        | 2000                  |
| 7  | Invasion of the Tomato Snatchers       |                 | 27 ottobre 1990        | 2000                  |
| 8  | Terminator Tomato from Tomorrow        |                 | 10 novembre 1990       | 2000                  |
| 9  | Camp Casserole                         |                 | 17 novembre 1990       | 2000                  |
| 10 | Spatula, Prinze of Dorkness            |                 | 24 novembre 1990       | 2000                  |
| 11 | Frankenstem Tomato                     |                 | 1º dicembre 1990       | 2000                  |
| 12 | The Gang That Couldn't Squirt Straight |                 | 15 dicembre 1990       | 2000                  |
| 13 | Beach Blanket Tomato                   |                 | 29 dicembre 1990       | 2000                  |